# Данилов, Евгений Евгеньевич
Евге́ний Евге́ньевич Дани́лов (р. 1960, Владимир, РСФСР, СССР) — советский и российский поэт, журналист, телевизионный редактор, автор телевизионных фильмов, публикатор и исследователь русской поэзии.

## Биография
Родился во Владимире, откуда в детстве переехал с родителями в Обнинск Калужской области.
После окончания в 1977 году обнинской школы № 6 поступил в Московский химико-технологический институт имени Д. И. Менделеева, но, недоучившись в нём, поступил в Московский государственный историко-архивный институт.
Служил в Советской Армии.
Высшее образование получил в Московском государственном историко-архивном институте.
Автор нескольких поэтических книг. Стихи публиковались в альманахах «Воскрешение», «Мосты», «Поэзия», газетах «Домострой», «Литературная Россия», журналах «Континент», «Грани», «Сельская молодёжь», «Москва», «Дружба народов», «Духовный собеседник» и др.
Во время перестройки работал в отделе поэзии журнала «Знамя» вместе с Еленой Ананьевой и Татьяной Бек.
Автор текстов песен к нескольким телесериалам.
Как интервьюер публиковался в журналах «Горизонт», «Столица», «MW» (Мужское/Женское), «Gala Биография», газетах «Русский курьер», «Солидарность» и др.
В 1989—1991 гг. руководил объединением русской духовной поэзии XX века «Имени Твоему».
Публикатор и исследователь творческого наследия русских поэтов Александра Солодовникова, Николая Стефановича, Ивана Савина, Наталии Ануфриевой и других.
Работал редактором на различных российских телеканалах. Автор нескольких телевизионных фильмов.
В настоящее время ведущий радиопрограммы «Благовещение» на радиостанции «Радонеж».

### Семья
Отец — Евгений Петрович Данилов, советский и российский химик, изобретатель. Кандидат химических наук. Бывший сотрудник ОНПП «Технология», сейчас пенсионер. Лауреат Государственной премии СССР в области науки и техники (1989, за создание защитной плитки для космического корабля «Буран»).

## Участие в творческих организациях
- Член Союза литераторов России[2]
- Член Союза журналистов России[2]

### Публикации Евгения Данилова

#### Книги
- Поминное слово. — М.: РБП, 1992. — (Серия «Рекламная библиотечка поэзии»).
- Русская тема. — М.: РБП, 1993. — 7 с. — (Серия «Рекламная библиотечка поэзии»). — 900 экз.
- Выкуп Господень: Стихотворения 1980—1988 гг.; Послесл. З. Миркиной. — М.: Catallaxy, 1995. — 243 с. — 1000 экз. — ISBN 5-86366-012-0
- Праздник одиночества: Стихотворения 1985—1995 гг., поэма «Последние сроки». — М.: Catallaxy, 1995. — 143 с. — 1000 экз. — ISBN 5-86366-011-2
- Эхо в конце коридора: Стихи и эссе. — Обнинск: Русич, 2005. — 200 с.

### О Евгении Данилове
- Зимин Александр. Духовные стихи — поэзия духовности [Рецензия на книгу: Данилов Евгений. Эхо в конце коридора: Стихи и эссе. — Обнинск: Русич, 2005. — 200 с.] // Литературная Россия. — № 15. — 13 апреля 2007 года.
- Сигутин А. Люди вернутся к своим корням. Беседа с московским поэтом и журналистом Евгением Даниловым (недоступная ссылка) // Обнинск. — 19 сентября 2011 года.

## Фильмография (автор телевизионных фильмов)
- 1993 — «Слава Богу за всё» (об Александре Солодовникове)[1]
- 2001 — «Страна анекдотов. Россия в зеркале политического анекдота»[1]